# Susanna Driano
Susanna Driano (Seattle, Washington, 28 de maio de 1957) é uma ex-patinadora artística italiana, que competiu no individual feminino. Ela conquistou uma medalha de bronze em campeonatos mundiais (1978), duas medalhas de bronze  em campeonatos europeus (1977 e 1980) em e foi hexacampeã do campeonato nacional italiano. Driano disputou os Jogos Olímpicos de Inverno de 1976 e 1980 terminando na sétima e oitava posições, respectivamente.

## Principais resultados
| Resultados                                                            | Resultados      | Resultados      | Resultados        | Resultados        | Resultados      | Resultados        | Resultados    | Resultados    | Resultados    | Resultados    | Resultados    | Resultados    |
| Internacional                                                         | Internacional   | Internacional   | Internacional     | Internacional     | Internacional   | Internacional     | Internacional | Internacional | Internacional | Internacional | Internacional | Internacional |
| Evento/Temporada                                                      | 1974– 1975      | 1975– 1976      | 1976– 1977        | 1977– 1978        | 1978– 1979      | 1979– 1980        |               |               |               |               |               |               |
| --------------------------------------------------------------------- | --------------- | --------------- | ----------------- | ----------------- | --------------- | ----------------- | ------------- | ------------- | ------------- | ------------- | ------------- | ------------- |
| Jogos Olímpicos                                                       |                 | 7.ª             |                   |                   |                 | 8.ª               |               |               |               |               |               |               |
| Campeonato Mundial                                                    | 9.ª             | 10.ª            | 6.ª               | Medalha de bronze | 8.ª             | WD                |               |               |               |               |               |               |
| Campeonato Europeu                                                    | 6.ª             | 5.ª             | Medalha de bronze | 5.ª               | 8.ª             | Medalha de bronze |               |               |               |               |               |               |
| Karl Schäfer Memorial                                                 |                 |                 |                   |                   |                 | Medalha de ouro   |               |               |               |               |               |               |
| NHK Trophy                                                            |                 |                 |                   |                   |                 | 4.ª               |               |               |               |               |               |               |
| Richmond Trophy                                                       |                 |                 | Medalha de prata  |                   | Medalha de ouro |                   |               |               |               |               |               |               |
| Skate America                                                         |                 |                 |                   |                   |                 | Medalha de prata  |               |               |               |               |               |               |
| Skate Canada International                                            |                 | Medalha de ouro |                   |                   |                 |                   |               |               |               |               |               |               |
| Nacional                                                              |                 |                 |                   |                   |                 |                   |               |               |               |               |               |               |
| Campeonato Italiano                                                   | Medalha de ouro | Medalha de ouro | Medalha de ouro   | Medalha de ouro   | Medalha de ouro | Medalha de ouro   |               |               |               |               |               |               |
|                                                                       |                 |                 |                   |                   |                 |                   |               |               |               |               |               |               |
| Legenda: WD = Abandonou; Competição não foi disputada nesta temporada |                 |                 |                   |                   |                 |                   |               |               |               |               |               |               |